# Građanski nogometni klub Dinamo Zagreb 2018-2019
Questa voce raccoglie le informazioni riguardanti il Građanski nogometni klub Dinamo Zagreb nelle competizioni ufficiali della stagione 2018-2019.

## Rosa
| N. |                                 | Ruolo | Calciatore       |
| -- | ------------------------------- | ----- | ---------------- |
| 1  | Croazia (bandiera)              | P     | Danijel Zagorac  |
| 2  | Iran (bandiera)                 | D     | Sadegh Moharrami |
| 3  | Croazia (bandiera)              | D     | Mario Musa       |
| 4  | Mali (bandiera)                 | C     | Tongo Doumbia    |
| 5  | Macedonia del Nord (bandiera)   | C     | Arijan Ademi     |
| 6  | Rep. Ceca (bandiera)            | D     | Jan Lecjaks      |
| 7  | Spagna (bandiera)               | C     | Dani Olmo        |
| 8  | Bosnia ed Erzegovina (bandiera) | C     | Izet Hajrović    |
| 9  | Croazia (bandiera)              | A     | Mario Budimir    |
| 10 | Croazia (bandiera)              | C     | Lovro Majer      |
| 11 | Svizzera (bandiera)             | A     | Mario Gavranović |
| 13 | Kosovo (bandiera)               | D     | Amir Rrahmani    |
| 14 | Bosnia ed Erzegovina (bandiera) | C     | Amer Gojak       |
| 16 | Croazia (bandiera)              | C     | Mario Šitum      |
| 17 | Bosnia ed Erzegovina (bandiera) | C     | Luka Menalo      |

| N. |                     | Ruolo | Calciatore                |
| -- | ------------------- | ----- | ------------------------- |
| 18 | Croazia (bandiera)  | A     | Antonio Marin             |
| 21 | Croazia (bandiera)  | A     | Bruno Petković            |
| 22 | Croazia (bandiera)  | D     | Marin Leovac              |
| 27 | Croazia (bandiera)  | C     | Nikola Moro               |
| 28 | Francia (bandiera)  | D     | Kévin Théophile-Catherine |
| 30 | Slovenia (bandiera) | D     | Petar Stojanović          |
| 31 | Croazia (bandiera)  | D     | Marko Lešković            |
| 34 | Croazia (bandiera)  | C     | Ivan Šunjić               |
| 40 | Croazia (bandiera)  | P     | Dominik Livaković         |
| 55 | Croazia (bandiera)  | D     | Dino Perić                |
| 66 | Austria (bandiera)  | D     | Emir Dilaver              |
| 77 | Romania (bandiera)  | D     | Alexandru Mățel           |
| 92 | Polonia (bandiera)  | C     | Damian Kądzior            |
| 97 | Croazia (bandiera)  | C     | Bojan Knežević            |
| 99 | Croazia (bandiera)  | C     | Mislav Oršić              |

## Risultati

### Prva HNL
| Arbitro: | Igor Pajač |

|             |           |                      |
| Perić 90+3’ | Marcatori | 28’ (aut.) Moharrami |

| Arbitro: | Goran Gabrilo |

|                                  |           |  |
| Gavranović 12’, 47’ Leovac 45+1’ | Marcatori |  |

| Arbitro: | Igor Križarić |

|                         |           |               |
| Hodžić 19’ Lešković 42’ | Marcatori | 90’ Bogojević |

| Arbitro: | Ivan Bebek |

|                                   |           |                     |
| Théophile-Catherine 22’ Oršić 86’ | Marcatori | 90’ (aut.) Petković |

| Arbitro: | Dalibor Mlakar |

|                     |           |  |
| Petković 48’ (rig.) | Marcatori |  |

| Arbitro: | Duje Strukan |

|                |           |                |
| Gavranović 32’ | Marcatori | 38’ Raspopović |

| Arbitro: | Mario Zebec |

|  |           |              |
|  | Marcatori | 49’ Carvajal |

| Arbitro: | Tihomir Pejin |

|                                                                 |           |                                        |
| Lešković 14’ Budimir 58’ (rig.) Petković 71’, 83’ Kadzior 90+4’ | Marcatori | 53’ Ajayi 55’ Andrić 69’ (aut.) Šunjić |

| Spalato 29 settembre 2018, ore 16:30 CEST 9ª giornata | Hajduk Spalato | 0 – 0 referto | Dinamo Zagabria | Stadio municipale di Poljud (21 472 spett.)\| Arbitro: \| Ivan Bebek \| |
| Arbitro:                                              | Ivan Bebek     |               |                 |                                                                         |

| Arbitro: | Ivan Vučković |

|  |           |                               |
|  | Marcatori | 23’, 28’ Budimir 74’ Rrahmani |

| Arbitro: | Tihomir Pejin |

|            |           |                                                    |
| Fuentes 7’ | Marcatori | 8’ Petković 65’ Gavranović 66’ Ademi 90+3’ Budimir |

| Arbitro: | Ivan Bebek |

|  |           |                         |
|  | Marcatori | 70’ Budimir 88’ Kadzior |

| Arbitro: | Mario Zebec |

|  |           |                               |
|  | Marcatori | 64’ Gavranović 90+4’ Carvajal |

| Arbitro: | Igor Pajač |

|  |           |              |
|  | Marcatori | 16’ Petković |

| Arbitro: | Tihomir Pejin |

|           |           |  |
| Čolak 64’ | Marcatori |  |

| Arbitro: | Ivan Bebek |

|           |           |  |
| Šitum 55’ | Marcatori |  |

| Arbitro: | Damir Batinić |

|  |           |                          |
|  | Marcatori | 22’ Kadzior 60’ Petković |

| Arbitro: | Ivan Bebek |

|             |           |  |
| Kadzior 49’ | Marcatori |  |

| Arbitro: | Fran Jović |

|                                                            |           |                  |
| Hajrović 5’, 9’ Petković 19’ Gojak 40’ Oršić 56’, 60’, 65’ | Marcatori | 23’, 79’ Štrkalj |

| Arbitro: | Igor Pajač |

|                     |           |  |
| Petković 86’ (rig.) | Marcatori |  |

| Arbitro: | Andrej Burilo |

|                                 |           |  |
| Hajrović 67’ Oršić 77’ Musa 88’ | Marcatori |  |

| Arbitro: | Mario Zebec |

|                                     |           |  |
| Andrić 8’ Atiemwen 21’ Rrahmani 60’ | Marcatori |  |

| Arbitro: | Damir Batinić |

|           |           |          |
| Uzuni 80’ | Marcatori | 72’ Olmo |

| Arbitro: | Marko Matoc |

|                                   |           |           |
| Gavranović 42’ Perić 57’ Moro 69’ | Marcatori | 6’ Puljić |

| Arbitro: | Duje Strukan |

|                   |           |                               |
| Lovrić 57’ (rig.) | Marcatori | Andrić 25’ (rig.), 61’ (rig.) |

| Arbitro: | Ivan Bebek |

|          |           |  |
| Moro 16’ | Marcatori |  |

| Arbitro: | Damir Batinić |

|  |           |                |
|  | Marcatori | 26’ Gavranović |

| Arbitro: | Goran Gabrilo |

|  |           |                    |
|  | Marcatori | 46’ Majer 76’ Olmo |

| Arbitro: | Dario Bel |

|  |           |                                   |
|  | Marcatori | 20’ Ademi 44’ Oršić 65’, 73’ Olmo |

| Arbitro: | Damir Batinić |

|  |           |           |
|  | Marcatori | 48’ Gojak |

| Arbitro: | Igor Pajač |

|                               |           |           |
| Oliveira 36’ Marić 76’ (rig.) | Marcatori | 20’ Šitum |

| Arbitro: | Ivan Bebek |

|                                             |           |  |
| Rrahmani 57’ Olmo 64’ Petković 90+2’ (rig.) | Marcatori |  |

| Fiume 11 maggio 2019, ore 19:00 CEST 33ª giornata | Rijeka      | 0 – 0 referto | Dinamo Zagabria | Rujevica (5 543 spett.)\| Arbitro: \| Mario Zebec \| |
| Arbitro:                                          | Mario Zebec |               |                 |                                                      |

| Arbitro: | Goran Gabrilo |

|                              |           |            |
| Moro 17’ Olmo 21’ Leovac 71’ | Marcatori | 25’ Ndiaye |

| Arbitro: | Igor Križarić |

|                      |           |                                   |
| Ajayi 32’ Tsonev 35’ | Marcatori | 5’, 17’ Kądzior 61’ (rig.) Andrić |

| Arbitro: | Ivan Bebek |

|                                  |           |            |
| Hajrović 20’ Gavranović 49’, 57’ | Marcatori | 68’ Caktaš |

### Hrvatski nogometni kup
| Arbitro: | Dario Kulušić |

|  |           |                    |
|  | Marcatori | 79’ (rig.) Budimir |

| Arbitro: | Zdenko Lovrić |

|  |           |                                              |
|  | Marcatori | 45’ Gavranović 81’ Petković 87’, 89’ Kadzior |

| Arbitro: | Tihomir Pejin |

|           |           |  |
| Oršić 22’ | Marcatori |  |

| Arbitro: | Ivan Bebek |

|                     |           |  |
| Olmo 18’ Šunjić 90’ | Marcatori |  |

| Arbitro: | Damir Batinić |

|           |           |                                    |
| Oršić 64’ | Marcatori | 13’ Čolak 39’ Halilović 85’ Kvržić |

### UEFA Champions League

#### Secondo turno preliminare
| Arbitro: | Ali Palabıyık |

|                                                  |           |  |
| Hajrović 22’ Oršić 28’ Ademi 51’, 62’ Hodžić 82’ | Marcatori |  |

| Arbitro: | François Letexier |

|                               |           |                          |
| Ogu 14’ Stojanović 34’ (aut.) | Marcatori | 49’ Budimir 54’ Hajrović |

#### Terzo turno preliminare
| Arbitro: | John Beaton |

|  |           |                      |
|  | Marcatori | 39’ Budimir 84’ Olmo |

| Arbitro: | Gediminas Mažeika |

|                |           |  |
| Gavranović 74’ | Marcatori |  |

#### Spareggi
| Arbitro: | Alberto Undiano Mallenco |

|          |           |           |
| Mbabu 2’ | Marcatori | 40’ Oršić |

| Arbitro: | Björn Kuipers |

|                |           |                        |
| I. Hajrović 7’ | Marcatori | 64’ (rig.), 66’ Hoarau |

### UEFA Europa League

#### Fase a gironi
| Arbitro: | Craig Pawson |

|                                       |           |                |
| Šunjić 16’ Hajrović 27’, 57’ Olmo 60’ | Marcatori | 47’ Neustädter |

| Arbitro: | Vladislav Bezborodov |

|  |           |                               |
|  | Marcatori | 19’ (rig.) Hajrović 68’ Gojak |

| Arbitro: | Jakob Kehlet |

|              |           |                          |
| Ghorbani 32’ | Marcatori | 64’ Gavranović 77’ Oršić |

| Arbitro: | Serhij Bojko |

|                                       |           |                    |
| Gojak 22’ Kadlec 36’ (aut.) Oršić 79’ | Marcatori | 63’ Chanturishvili |

| Istanbul 29 novembre 2018, ore 18:55 CET 5ª giornata | Fenerbahçe           | 0 – 0 referto | Dinamo Zagabria | Stadio Şükrü Saraçoğlu (24 776 spett.)\| Arbitro: \| Robert Schörgenhofer \| |
| Arbitro:                                             | Robert Schörgenhofer |               |                 |                                                                              |

| Zagabria 13 dicembre 2018, ore 21:00 CET 6ª giornata | Dinamo Zagabria | 0 – 0 referto | Anderlecht | Stadio Maksimir (12 170 spett.)\| Arbitro: \| Sandro Schärer \| |
| Arbitro:                                             | Sandro Schärer  |               |            |                                                                 |

#### Sedicesimi di finale
| Arbitro: | Serdar Gözübüyük |

|                  |           |          |
| Pernica 54’, 83’ | Marcatori | 41’ Olmo |

| Arbitro: | István Kovács |

|                                    |           |  |
| Oršić 15’ Dilaver 34’ Petković 73’ | Marcatori |  |

#### Ottavi di finale
| Arbitro: | Michael Oliver |

|                     |           |  |
| Petković 38’ (rig.) | Marcatori |  |

| Arbitro: | Deniz Aytekin |

|                                      |           |  |
| Jonas 71’ Ferreira 94’ Grimaldo 105’ | Marcatori |  |

## Statistiche

### Statistiche di squadra
| Competizione          | Punti | In casa | In casa | In casa | In casa | In casa | In casa | In trasferta | In trasferta | In trasferta | In trasferta | In trasferta | In trasferta | Totale | Totale | Totale | Totale | Totale | Totale | DR  |
| Competizione          | Punti | G       | V       | N       | P       | Gf      | Gs      | G            | V            | N            | P            | Gf           | Gs           | G      | V      | N      | P      | Gf     | Gs     | DR  |
| --------------------- | ----- | ------- | ------- | ------- | ------- | ------- | ------- | ------------ | ------------ | ------------ | ------------ | ------------ | ------------ | ------ | ------ | ------ | ------ | ------ | ------ | --- |
| 1. HNL                | 92    | 18      | 16      | 2       | 0       | 43      | 11      | 18           | 13           | 3            | 2            | 31           | 9            | 36     | 29     | 5      | 2      | 74     | 20     | +54 |
| Coppa di Croazia      | -     | 2       | 2       | 0       | 0       | 3       | 0       | 2            | 2            | 0            | 0            | 5            | 0            | 5      | 4      | 0      | 1      | 9      | 3      | +6  |
| UEFA Champions League | -     | 3       | 2       | 0       | 1       | 8       | 2       | 3            | 1            | 2            | 0            | 4            | 3            | 6      | 3      | 2      | 1      | 12     | 5      | +7  |
| UEFA Europa League    | -     | 5       | 4       | 0       | 1       | 11      | 2       | 5            | 2            | 1            | 2            | 5            | 6            | 10     | 6      | 2      | 2      | 16     | 8      | +8  |
| Totale                | -     | 28      | 24      | 2       | 2       | 65      | 15      | 28           | 18           | 6            | 4            | 45           | 18           | 57     | 42     | 9      | 6      | 111    | 36     | +75 |

### Andamento in campionato
| Giornata  | 1 | 2 | 3 | 4 | 5 | 6 | 7 | 8 | 9 | 10 | 11 | 12 | 13 | 14 | 15 | 16 | 17 | 18 | 19 | 20 | 21 | 22 | 23 | 24 | 25 | 26 | 27 | 28 | 29 | 30 | 31 | 32 | 33 | 34 | 35 | 36 |
| --------- | - | - | - | - | - | - | - | - | - | -- | -- | -- | -- | -- | -- | -- | -- | -- | -- | -- | -- | -- | -- | -- | -- | -- | -- | -- | -- | -- | -- | -- | -- | -- | -- | -- |
| Luogo     | C | C | C | C | C | C | T | C | T | T  | T  | T  | T  | T  | T  | C  | T  | C  | C  | C  | C  | C  | T  | C  | T  | C  | T  | T  | T  | T  | T  | C  | T  | C  | T  | C  |
| Risultato | N | V | V | V | V | N | V | V | N | V  | V  | V  | V  | V  | P  | V  | V  | V  | V  | V  | V  | V  | N  | V  | V  | V  | V  | V  | V  | V  | P  | V  | N  | V  | V  | V  |
| Posizione | 4 | 4 | 4 | 1 | 1 | 1 | 1 | 1 | 1 | 1  | 1  | 1  | 1  | 1  | 1  | 1  | 1  | 1  | 1  | 1  | 1  | 1  | 1  | 1  | 1  | 1  | 1  | 1  | 1  | 1  | 1  | 1  | 1  | 1  | 1  | 1  |

Fonte:  1. HNL 2018/2019, su weltfussball.de.
Legenda:

Luogo: C = Casa; T = Trasferta. Risultato: V = Vittoria; N = Pareggio; P = Sconfitta.